# LOVE:QUIZ〜恋する乙女のファイナルアンサー〜
『LOVE:QUIZ〜恋する乙女のファイナルアンサー〜』（ラブクイズ こいするおとめのファイナルアンサー）は、エミックによるソーシャルゲーム。
2015年12月10日にアスガルドよりPlayStation Vita版が発売された。

## 解説
クイズ番組を題材とした乙女ゲーム。
恋愛アドベンチャーゲームとしてのシステムのほかにもクイズモードが搭載されており、チーズを集めたうえで特定の条件を満たすことでスペシャルストーリーが解放される仕組みとなっている。
また、Vita版には、本作の舞台となる『LOVE:QUIZ』の真相を描いたシナリオも追加された。

## あらすじ
あるとき、主人公の元に一通の招待状が届く。
その招待状は、男女二人一組で参加し、優勝すれば運命の恋人が手に入るというクイズ大会『LOVE:QUIZ』の参加者として主人公が選ばれたという内容だった。
かくして、主人公は個性豊かな男性たちから一人を選び、クイズ大会に臨むのであった。

## 登場人物
ミカゲ
声 - 石川界人
寡黙ながらもぶっきらぼうで上から目線な謎の青年。主人公とは面識があるようなそぶりを見せる。
ハヅキ
声 - 蒼井翔太
女性に大人気のアイドル。
トワダ
声 - 柿原徹也
ギャンブラー。ギャンブラーとしての腕は立つが、どこかきまぐれで、他者（特に主人公）を弄ぶのが好き。
シノ
声 - 小西克幸
主人公の勤め先である会社・スミロドンの社長。ワイルドな性格ながらも、情にあつい一面を持つ。
ウキョウ
声 - 増田俊樹
他者を見下した態度をとる精神科医。主人公に対しても見下す一方、興味を抱いている。
サイオンジ
声 - 羽多野渉
ノンフィクション作家。